# Thomas Mary O’Leary
Thomas Mary O’Leary (* 16. August 1875 in Dover, New Hampshire, USA; † 10. Oktober 1949) war ein US-amerikanischer Geistlicher und römisch-katholischer Bischof von Springfield.

## Leben
Thomas Mary O’Leary empfing am 18. Dezember 1897 das Sakrament der Priesterweihe für das Bistum Manchester.
Am 16. Juni 1921 ernannte ihn Papst Benedikt XV. zum Bischof von Springfield. Der Erzbischof von Winnipeg, Arthur Alfred Sinnott, spendete ihm am 8. September desselben Jahres die Bischofsweihe; Mitkonsekratoren waren der Erzbischof von Baltimore, Michael Joseph Curley, und der Bischof von Manchester, George Albert Guertin.